# Paraduba proxima
Paraduba proxima är en fjärilsart som beskrevs av Rothschild 1917. Paraduba proxima ingår i släktet Paraduba och familjen juvelvingar. Inga underarter finns listade i Catalogue of Life.